# GFF Superliga

La Guyana Football Federation (GFF) National Super League fue la primera división de fútbol en Guyana, es organizada por la Federación de Fútbol de Guyana.
El campeonato se jugaba con un sistema de todos contra todos a 2 vueltas, el equipo campeón tiene como premio el formar parte en el Campeonato de Clubes de la CFU.
La liga se jugó por última vez en la temporada 2014/15 luego de que la Federación de Fútbol de Guyana creara la GFF Elite League en el año 2015.

## Equipos para la Temporada 2014/15
| Equipo                | Ciudad                | Estadio |
| --------------------- | --------------------- | ------- |
| Alpha United          | (Georgetown)          |         |
| Buxton United         | (East Coast Demerara) |         |
| BV/Triumph United     | (East Coast Demerara) |         |
| Den Amstel            | (West Coast Demerara) |         |
| Grove Hi-Tech         |                       |         |
| Guyana Defence Force  | (Georgetown)          |         |
| Mahaica Determinators |                       |         |
| Milerock              | (Linden)              |         |
| New Amsterdam United  |                       |         |
| Riddim Squad          |                       |         |
| Rosignol United       | (Berbice)             |         |
| Santos                | (Georgetown)          |         |
| Silver Shattas        |                       |         |
| Western Tigers        | (Georgetown)          |         |
| Winners Connection    |                       |         |
| Young Achievers       |                       |         |

## Palmarés
| Temporada | Campeón           | Subcampeón           | Tercer lugar         |
| --------- | ----------------- | -------------------- | -------------------- |
| 1990      | Santos Georgetown |                      |                      |
| 1991      | Santos Georgetown |                      |                      |
| 1992      | No se jugó        | No se jugó           | No se jugó           |
| 1993      | No se jugó        | No se jugó           | No se jugó           |
| 1994      | Western Tigers FC |                      |                      |
| 1995      | Milerock FC       |                      |                      |
| 1996      | Omai Gold Seekers |                      |                      |
| 1997      | Bakewell Topp XX  |                      |                      |
| 1998-99   | Santos Georgetown |                      |                      |
| 1999-00   | Desconocido       | Desconocido          | Desconocido          |
| 2000-01   | Fruta Conquerors  |                      |                      |
| 2002-2008 | No disputado      | No disputado         | No disputado         |
| 2009      | Alpha United FC   | Guyana Defence Force | Camptown FC          |
| 2010      | Alpha United FC   | Milerock FC          | Guyana Defence Force |
| 2011      | Alpha United FC   | Western Tigers FC    | Amelia's Ward        |
| 2012-13   | Alpha United FC   | Pele FC              | Western Tigers FC    |
| 2013-14   | Alpha United FC   | Guyana Defence Force | Western Tigers FC    |

## Títulos por club
| Club                | Campeón | Años campeón                 |
| ------------------- | ------- | ---------------------------- |
| Alpha United FC     | 5       | 2009, 2010, 2011, 2013, 2014 |
| Santos Georgetown   | 3       | 1990, 1991, 1999             |
| Bakewell Topp XX    | 1       | 1997                         |
| Omai Gold Seekers   | 1       | 1996                         |
| Milerock FC         | 1       | 1995                         |
| Western Tigers FC   | 1       | 1994                         |
| Fruta Conquerors FC | 1       | 2001                         |